# 神木中学
陕西省神木中学，简称神木中学，是中国陕西省北部神木市的一所省重点中学，始建于1939年，因煤田的發展而擴充，目前有學生4000多人。2006年奥委会命名為「北京2008奥林匹克教育示范学校」，也是陕西省普通高中示范学校，陕西省文明校园，国家绿色文明学校。2021年成为全国文明校园。学校于2020年整体搬迁到滨河新区校园。

## 学校历史
1939年4月，神木中学由社会各界募资创建，前身为县城高等小学。八十年来，学校坎坷不断，跋涉前行。